# Episodi di Orange Is the New Black (sesta stagione)
La sesta stagione della serie televisiva Orange Is the New Black  è stata pubblicata sulla piattaforma on demand Netflix il 27 luglio 2018 in tutti i territori in cui il servizio è disponibile.
In Italia la stagione è stata interamente pubblicata in contemporanea sulle piattaforme on demand Infinity TV e Netflix.
| nº | Titolo originale           | Titolo italiano            | Pubblicazione USA | Pubblicazione Italia |
| -- | -------------------------- | -------------------------- | ----------------- | -------------------- |
| 1  | Who Knows Better Than I    | Chi lo sa meglio di me?    | 27 luglio 2018    | 27 luglio 2018       |
| 2  | Sh*tstorm Coming           | La m*** sta arrivando      | 27 luglio 2018    | 27 luglio 2018       |
| 3  | Look Out for Number One    | Bada a chi piscia di fuori | 27 luglio 2018    | 27 luglio 2018       |
| 4  | I'm the Talking Ass        | Io sono l'asino parlante   | 27 luglio 2018    | 27 luglio 2018       |
| 5  | Mischief Mischief          | Misfatti misfatti          | 27 luglio 2018    | 27 luglio 2018       |
| 6  | State of the Uterus        | Stato dell'utero           | 27 luglio 2018    | 27 luglio 2018       |
| 7  | Changing Winds             | Venti di cambiamento       | 27 luglio 2018    | 27 luglio 2018       |
| 8  | Gordons                    | Le Gordon                  | 27 luglio 2018    | 27 luglio 2018       |
| 9  | Break the String           | Spezza il filo             | 27 luglio 2018    | 27 luglio 2018       |
| 10 | Chocolate Chip Nookie      | Orgasmo al cioccolato      | 27 luglio 2018    | 27 luglio 2018       |
| 11 | Well This Took a Dark Turn | Una brutta piega           | 27 luglio 2018    | 27 luglio 2018       |
| 12 | Double Trouble             | Doppio guaio               | 27 luglio 2018    | 27 luglio 2018       |
| 13 | Be Free                    | Libertà                    | 27 luglio 2018    | 27 luglio 2018       |

## Chi lo sa meglio di me?
- Titolo originale: Who Knows Better Than I?
- Diretto da: Michael Trim
- Scritto da: Jenji Kohan
- Personaggio in primo piano: Suzanne "Occhi Pazzi" Warren

### Trama
Le detenute trovate nel bunker costruito da Frieda vengono trasferite tutte in massima sicurezza, in attesa che l’FBI trovi un colpevole. La prima a essere interrogata è proprio Suzanne che essendo stata privata temporaneamente dei suoi medicinali ha delle allucinazioni; all’interrogatorio racconta quello concordato con Cindy, ovvero di essere rimasta nello sgabuzzino la maggior parte del tempo, dove verrà ritrovata. La verità invece è che durante l’assalto delle forze dell’ordine lei e Cindy riescono a nascondersi e ad assistere ad una messa in scena di omicidio. Le forze dell'ordine infatti uccidono per sbaglio Piscatella, e per non avere responsabilità sull’accaduto trasferiscono il corpo della guardia uccisa nella “piscina” vuota, mettendosi d’accordo sulla storia da raccontare: il corpo è stato trovato durante l’irruzione nel bunker, perché ucciso dalle detenute presenti in quel momento. Suzanne viene poi trasferita dall’isolamento ad un braccio della prigione, non considerando il suo racconto credibile. Mendoza ha l'occasione di vedere Ruiz, durante un momento di ginnastica, riesce ad avvicinarsi e saltarle addosso per vendicarsi di quello che le ha fatto; le due vengono separate da due guardie che le portano nelle docce e le innaffiano con un tubo, obbligandole pure a baciarsi con la lingua. Frieda intanto tenta il suicidio tagliandosi le vene dei polsi, ma invano. Chapman è preoccupata per Alex, non essendo arrivata al carcere con loro ha paura che possa esserle capitato qualcosa di brutto. C’è una nuova detenuta protagonista, Madison "Badison” Murphy, la nuova compagna di cella di Red. 

#### Flashback
La puntata ripercorre il momento in cui Suzanne e Cindy riescono a nascondersi e ad assistere alla messa in scena dell'omicidio di Piscatella.

## La merda sta arrivando
- Titolo originale: Shitstorm Coming
- Diretto da: Mark A. Burley
- Scritto da: Brian Chamberlayne
- Personaggio in primo piano: Cynthia "Black Cindy" Hayes

### Trama
L'Fbi ha tempo una settimana per trovare i responsabili della rivolta e l'assassino delle due guardie morte: il Governatore, la stampa e le famiglie delle due guardie vogliono un colpevole. Decidono cosi di interrogare le detenute per ottenere un nome e una condanna. La prima a essere sentita è Mendoza, che, infuriata con Ruiz per averle rubato l'idea per far scappare le guardie durante la rivolta, la accusa sottolineando il fatto che fosse proprio lei il capo della rivolta e di aver seviziato le guardie. Mendoza, non considerata un membro attivo del gruppo, viene quindi spostata dall'isolamento in un braccio del carcere. Ruiz, informata durante il suo interrogatorio di essere accusata, ribalta la situazione cercando di convincere tutti che è proprio Mendoza la colpevole, ma non viene creduta. Mendoza, intanto, attraverso uno stratagemma convince anche Flores a fare il nome di Ruiz durante il suo interrogatorio, il che convince sempre più l'FBI del coinvolgimento di quest'ultima. Intanto arriva la nuova compagna di stanza di Chapman, con cui sembra instaurare un buon rapporto, finché non viene a sapere da una guardia che il motivo per cui è finita in carcere è perché ha ucciso i suoi figli. Intanto Chapman cerca ancora di capire che fine abbia fatto Alex. Cindy viene interrogata da un membro dell’FBI, che pretende di sapere la sua versione dei fatti e del perché ci siano le sue impronte sulla pistola. In un primo momento Cindy racconta la storia concordata con Suzanne, ovvero di non essersi mai recata nella zona della piscina e di essere rimasta tutto il tempo nello sgabuzzino dove viene poi ritrovata; messa alle strette comincia a raccontare la verità, ma per raccontarla deve fare il nome di Taystee e deve quindi decidere se parlare o no. Si viene a sapere che Caputo è stato momentaneamente sospeso, la sua vita comincia a non avere più un senso, considerata da lui senza più uno scopo preciso. Decide quindi di rimettersi in forma e di darsi una sistemata, finché non decide di invitare Fig ad una cena a casa sua. I due hanno un rapporto sessuale, durante il quale Caputo viene a sapere che la MCC ha offerto il suo posto di lavoro proprio a lei. Furioso manda via Fig e cerca invano di riavere il suo posto di lavoro.

#### Flashback
La puntata ripercorre la storia della gravidanza di Cindy e di come lei abbia deciso di non rivelare mai a nessuno il nome del padre di Monica, un ragazzo già impegnato con un'altra.

## Bada a chi piscia di fuori
- Titolo originale: Look Out for Number One
- Diretto da: Erin Feeley
- Scritto da: Hilary Weisman Graham
- Personaggi in primo piano: Frieda Berlin e Carol Denning

### Trama
Linda Ferguson della MCC riesce a convincere lo staff del penitenziario di massima sicurezza di non essere una detenuta; dopo aver subito un trattamento di rasatura per prevenzione pidocchi viene liberata e si ritrova a parlare con il capo della MCC che per mettere a tacere la storia le fa ottenere il posto di Vice Presidente Senior. Intanto Cindy viene trasferita dall'isolamento, al braccio D dove incontra nuovamente Lorna Morello, Dayanara "Daya" Diaz e Marisol "Flaca" Gonzales. Il gruppo parla del trattamento che le nuove subiscono nel braccio D, ovvero il furto di spazzolini e shampoo, che impedisce loro di lavarsi correttamente. Frieda è preoccupata perché nel periodo dei suoi primi anni in carcere finì proprio in massima sicurezza dove, facendo la spia su uno spaccio di droga per avere in cambio la possibilità di trasferirsi in minima sicurezza, si creò delle pericolose nemiche. Red viene a sapere che l'FBI la accusa di aver a che fare con la morte di Piscatella, convinzione sempre più rafforzata dal fatto che lei durante l'interrogatorio ribadisce il risentimento nei suoi confronti e la sua soddisfazione nel saperlo morto. Red cerca allora di comunicare dalla sua cella con Chapman e Nicky per informarle che Piscatella è morto e su cosa dire per non mettere tutte in una brutta situazione; il suo piano però non ha successo. Usando la sua compagna di cella la notizia arriva a entrambe, ma mentre Nicky capisce e ricorre subito all'aiuto del suo avvocato, Chapman capisce che la persona morta è Alex. Sia Frieda, Chapman e Nicky vengono nuovamente interrogate e a tutte e tre viene chiesto di fare un nome per tirarsi fuori dall'accusa di omicidio: Frieda fa il nome di Taystee e poi quello di Red, per poi finire nel braccio "Florida", ove ritrova Suzanne "Occhi pazzi", Nicky è restia a dare il nome di Red perché non vuole tradirla, mentre Chapman, ormai in preda alla disperazione per la presunta morte di Alex, fa il nome di Red e confessa che è stata proprio lei a convincere tutti a torturarlo e a portarlo nella piscina. 

#### Flashback
La puntata ripercorre la storia di Frieda nei suoi primi anni all'interno del carcere di massima sicurezza, i suoi rapporti con Carol e come abbia rivelato alle guardie del suo commercio di droga per poter essere trasferita nel carcere di minima sicurezza.

## Io sono l'asino parlante
- Titolo originale: I'm the Talking Ass
- Diretto da: Phil Abraham
- Scritto da: Tami Sagher
- Personaggio in primo piano: Nicole "Nicky" Nichols

### Trama
Nicky è ancora molto restia a fare il nome di Red durante la sua deposizione, ma il suo avvocato e suo padre cercano di farle capire che se non confermerà il coinvolgimento di Red nell'omicidio di Piscatella salterà il suo patteggiamento e dovrà scontare altri 70 anni per spaccio illegale di droga. Si scopre che Chapman, Ruiz e Dayanara hanno patteggiato con l’FBI: Piper dovrà scontare altri 6 mesi, Ruiz altri 10 anni e Dayanara l’ergastolo per omicidio di secondo grado. Piper e Flores vengono trasferite nel braccio C insieme a Murphy. Alex viene trasferita al carcere di massima sicurezza con le nuove detenute e trasferita nel braccio C, dove ritrova Chapman. Intanto Taystee ha un incontro con un avvocato d’ufficio che le comunica che l’FBI non ha intenzione di interrogarla, perché hanno prove e testimonianze per accusarla di incitamento alla rivolta e omicidio di secondo grado dell’agente Piscatella. L’unica sua soluzione è quella di patteggiare e di non arrivare a processo; per questo arriva a contattare Caputo, facendogli capire che lui è l’unica persona che può aiutarla a uscire da quella situazione. Tra le guardie intanto inizia il gioco delle Fanta-detenute. 

#### Flashback
La puntata ripercorre la storia del bat mitzvah di Nicky e del suo tormentato rapporto con i genitori.

## Misfatti misfatti
- Titolo originale: Mischief Mischief
- Diretto da: Andrew McCarthy
- Scritto da: Anthony Natoli
- Personaggio in primo piano: -

### Trama
Come Vice Presidente Senior, Linda ha un incontro con “Fig” in cui le spiega che vuole partire con il piede giusto, e le espone la sua indignazione per quello che le hanno fatto; “Fig” la informa che lei non è mai risultata una detenuta in più ma una sostituta di un’altra evasa, ovvero Tiffany "Pennsatucky” Doggett. Tiffany si era infatti nascosta negli alloggi delle guardie ed era poi riuscita a scappare, con l’aiuto della guardia Charlie "Ciambella” Coates, nel bagagliaio della sua macchina, per poter fare un ultimo viaggio insieme prima di essere riportata in prigione. Mentre sono in un locale a bere scopre al notiziario che la polizia si è accorta della sua assenza e la sta cercando.Deciderà poi di costituirsi per il suo bene e quello del suo compagno. Nicky intanto è stata trasferita al braccio D, dove incontra Lorna e le dice che ha ufficialmente testimoniato contro Red, non ottenendo quindi un prolungamento della pena. È il giorno prima di Hallowen ovvero il giorno dei misfatti, Madison adora fare scherzi per il gusto sadico di vedere qualcuno stare male o arrabbiarsi; prende di mira Chapman infilandole dei pezzi di formaggio nel naso e nelle orecchie, obbligandola infine a metterle dei soldi sul conto dello spaccio. Flores è preoccupata perché è convinta che Ruiz voglia vendicarsi su di lei e Mendoza per averle testimoniato contro; cerca quindi di convincere Mendoza a creare una difensiva. Chapman durante l’ora d’aria viene fermata da una guardia, che la ricatta avendo il suo pezzo di dente in mano: Le chiede di creare una piccola rissa con Ruiz per accrescere i suoi punti nel gioco delle Fanta- detenute, Chapman accetta mettendo Ruiz sotto una cattiva luce agli occhi di tutte le detenute. Suzanne nonostante sia in una condizione agiata rispetto alle altre detenute, si ritrova senza nessuna amica, considerando che sono state trasferite tutte in altri bracci della prigione. Ruiz è ormai diffamata, in aggiunta le altre detenute vengono a sapere che è stata proprio lei a far scappare le guardie durante la rivolta; dopo l’ennesimo rifiuto da parte di un gruppo si perde in un pianto disperato, e mentre è intenta a pulire il bagno viene assalita alle spalle da una detenuta che la fa quasi annegare mettendole la testa nel water. Caputo prova a convincere Linda ad aprire delle ulteriori indagini sul caso di Taystee ma lei, ancora arrabbiata con lui, si rifiuta e decide di trasferirlo in un penitenziario lontano e dimenticato da tutti. Taystee rimane sconcertata nel sapere che Caputo non può più fare niente per aiutarla.

## Stato dell'utero
- Titolo originale: State of the Uterus
- Diretto da: Constantine Makris
- Scritto da: Merritt Tierce
- Personaggio in primo piano: Dominga "Daddy" Duarte

### Trama
Dominga “Daddy” Duarte gestisce un giro di droga all’interno del braccio D, per conto di Barbara. Daddy comincia a donare qualche pasticca a Daya per alleviare il dolore delle percosse ricevute dalle guardie e tra loro nasce una buona amicizia. Dopo lo scherzo dei topi in cucina organizzato proprio da Daddy e dal suo gruppo, la guardia incaricata di gestire l’arrivo della droga all’interno del carcere le comunica che grazie al suo scherzo non potrà più usare la cucina come zona di stallo per l’arrivo della droga. Daddy perde così il tramite per ottenere la droga dall’esterno. Il braccio C, per vendicarsi dei topi in cucina, decide di defecare nelle lavatrici contenenti le divise del braccio D. Linda ha bisogno di “Fig” per capire come uscire dalla situazione in cui si è cacciata la MCC; arrivano alla conclusione che per calmare la stampa devono far uscire Taystee dall’isolamento. Taystee intanto arriva davanti al giudice, dichiarandosi colpevole per incitamento alla rivolta ma non colpevole per omicidio di secondo grado, decidendo così di andare a processo, contro il volere del suo avvocato. Red viene messa con le spalle al muro, sia dall’FBI che dal suo avvocato; le viene chiesto di patteggiare per evitarsi una condanna di ergastolo, decide così di firmare allungando la sua pena di 10 anni. Nel carcere intanto si fanno controlli ginecologici, dove Mendoza viene a sapere che il suo corpo sta invecchiando, diminuendo sempre di più la possibilità di avere figli. Flores invece ha deciso di avere un bambino con Diablo, ed è preoccupata perché più tempo passerà nel carcere più il suo corpo potrebbe escluderle la possibilità di concepire un bambino. Alex e Piper sono sempre più convinte di volersi sposare all’interno del carcere stesso, mentre Cindy e Flaca vengono incaricate di gestire la radio della prigione. 

#### Flashback
La puntata ripercorre una parte della storia di Daddy che, prima di essere arrestata, gestiva un giro di droga ed escort per uomini facoltosi, fino alla morte di una delle ragazze.

## Venti di cambiamento
- Titolo originale: Changing Winds
- Diretto da: Andrew McCarthy
- Scritto da: Heather Jang Bladt
- Personaggio in primo piano: Madison "Badison" Murphy

### Trama
Daddy, non avendo più un fornitore di droga, si trova in una brutta situazione. Il suo gruppo ha bisogno delle pasticche date dall’astinenza, tra cui anche Daya. Daddy mostra solo a lei dove tiene le riserve di Barbara, in segno di buona amicizia, ma Daya finito l’effetto della droga si convince a rubare tutta la scorta e a tenersela tutta per sé. Taystee si è ormai ambientata e chiede a Cindy di trovare Suzanne attraverso l’uso della radio, e di chiederle di vedersi durante l’ora d’aria. Suzanne sente il messaggio ma è molto restia a incontrale perché non vuole tornare a essere quella di prima; nonostante tutto le incontra nel cortile, inscenando una scenata e andandosene pochi minuti dopo il suo arrivo. Ruiz intanto è finita in psichiatria perché accusata di tentato suicidio, dove incontra Lolly, ma viene lasciata tornare nella sezione comune poche ore dopo il suo arrivo. Madison chiede un consiglio ad Alex su come iniziare un nuovo tipo di contrabbando all’interno del carcere, lei gli suggerisce di provare a usare Luschek come tramite. Luschek infatti accetta e inizia un contrabbando di telefoni in accordo con Madison. Nicky cerca di proteggere Lorna, evitando che si faccia coinvolgere troppo in rappresaglie o vendette contro il blocco C. Durante l’ora d’aria si ritrova a parlare con Flores, a cui suggerisce un modo per restare incinta. Caputo sta per partire per il nuovo penitenziario e decide quindi di chiedere a Fig un primo e ultimo appuntamento: i due escono a bere una birra finché Caputo non le dedica una canzone e la invita a ballare. Guardandosi negli occhi capiscono di essere innamorati l’una dell’altro. Durante l’ora d’aria Madison si ritrova a parlare con Alex del nuovo affare in ballo, quando viene aggredita da una ragazza di Daddy che, presa dall’astinenza, pretende di avere della droga. Madison nega di avere a che fare con il giro di droga ma viene subito accoltellata al fianco da un’altra ragazza del gruppo. 

#### Flashback
La puntata ripercorre la storia di Madison Murphy, vittima di bullismo e soggetta ad attacchi di rabbia durante il periodo del liceo, tanto da essere mandata in un campo correzionale, dove per sbaglio dà fuoco ad una compagna.

## Le Gordon
- Titolo originale: Gordons
- Diretto da: Sian Heder
- Scritto da: Vera Santamaria
- Personaggi in primo piano: Tasha "Taystee" Jefferson e Tamika Ward

### Trama
Dopo l’episodio di aggressione le detenute vengono tenute chiuse in cella per 36 ore. Passato il tempo di isolamento le guardie iniziano una perquisizione in ogni singola cella. Alex è nel panico perché ha ancora in custodia il telefono di Madison, ma riesce ad infilarselo nella scarpa prima della perquisizione corporea. Taystee riceve una notevole quantità di posta, da ammiratrici e persone che sostengono la sua protesta; tra questi riceve una lettera di richiesta di intervista da parte di un ente no profit, per le ingiustizie sociali. La guardia e sua amica Tamika Ward la sprona a cogliere l’occasione. Taystee decide di fare l’intervista assistita dal suo avvocato; il suo discorso è molto apprezzato e commovente ma commette l’errore di parlare male delle guardie, lì presenti durante l’intervista, in cui le accusa di usare la violenza e di negare a lei e alle altre detenute la maggior parte dei propri diritti. All’esterno del carcere intanto Aleida cerca di rimettere in piedi la sua vita, guadagnando soldi vendendo prodotti porta a porta, ma non ottenendo alcun risultato. Comincia anche a frequentare una guardia del carcere, che si è invaghita di lei. Red cerca vendetta nei confronti di Frieda, perché oltre ad averla tradita facendo il suo nome per salvarsi, è finita nel braccio più privilegiato. Red trova in Carol Denning una preziosa alleata, che la prende sotto la sua ala e le promette che la faranno pagare a Frieda, in un modo o nell’altro. Chapman vuole riproporre il gioco del pallone, coinvolgendo il braccio C e D. Mendoza comincia a prendere parte ai balli di gruppo di Luschek, suggerendogli qualche piccola modifica per ottenere più partecipanti. Flores riesce a convincere Diablo a provare ad avere un bambino: Diablo dovrà masturbarsi in bagno e lasciare il preservativo nascosto in modo che Daya, una volta pulito il bagno, possa prenderlo in custodia e passarglielo. Daya fa un patto con Flores, ovvero il preservativo in cambio di alcune pasticche del braccio C; il piano sembra riuscire, ma una volta effettuato lo scambio Daya viene fermata e picchiata dalle ragazze del braccio C. Flores intanto incontra Nicky in biblioteca per farsi aiutare con l’inseminazione, ma vengono entrambe assalite dal gruppo del braccio C, intervenuto per vendicarsi su Flores per aver venduto la loro droga di nascosto. 

#### Flashback
La storia ripercorre la storia di Tamika e Taystee quando lavoravano insieme in un fast food, durante gli anni dell'adolescenza.

## Spezza il filo
- Titolo originale: Break the String
- Diretto da: Nick Sandow
- Scritto da: Kirsa Rein
- Personaggio in primo piano: -

### Trama
Chapman vuole riuscire a combinare una partita di kickball (chiamato "il gioco del pallone") tra il braccio C e D, per riuscire a fare ciò deve raccogliere abbastanza firme da mettere su due squadre. Daddy parla con Barbara e le comunica la situazione che si è creata, Barbara sembra prenderla bene perché Daddy le fa credere di avere una piano di riserva, ma è solo un modo per prendere tempo. Fa sniffare infatti a Barbara dei sali da bagno che le provocano allucinazioni, per finire così in infermeria. Cindy si sta facendo logorare dai sensi di colpa, per aver fatto il nome di Taystee durante la sua deposizione. Questo le provoca un fortissimo mal di schiena. In una occasione in cui si ritrovano da sole, Cindy confessa a Taystee di avere una figlia, considerata sua sorella e di non aver mai confessato a nessuno l'identità del padre, per paura. Red entra definitivamente nel gruppo di Carol. Zirconia ha una cotta per Luschek, ma viene infastidita dal fatto che Mendoza sia diventata l’insegnante di ballo e che lo stesso Luschek si senta attratto fisicamente da lei. Zirconia decide allora di vendicarsi, mettendo in mezzo Madison. Le comunica che Mendoza vuole soffiarle l’affare dei cellulari provocando Luschek; Madison infastidita dalla cosa minaccia Mendoza di tagliarle la gola se solo dovesse riprovare ad avvicinarsi allo stesso Luschek. Aleida accetta la proposta di Daya di iniziare uno spaccio di droga all’interno del carcere. Nicky intanto è ancora in infermeria per le percosse ricevute dal braccio C, proprio lì conosce Barbara con cui instaura una buona amicizia e che, grazie a Nicky, inizia un percorso di disintossicazione.

## Orgasmo al cioccolato
- Titolo originale: Chocolate Chip Nookie
- Diretto da: Ludovic Littee
- Scritto da: Caroline Paiz
- Personaggio in primo piano: Barbara e Carol Denning

### Trama
Aleida inizia il contrabbando di droga con Daya. Il piano consiste nel inserire delle bustine di droga nel doppiofondo dei prodotti di Aleida, che ogni giorno lei metterà nella borsa dell’agente Hopper da portare al lavoro come scusa per dargli un po' più di energia durante la giornata. Daya giornalmente pulisce la stanza delle guardie e riesce a recuperare i barattoli vuoti e a prendere la droga da spacciare con Daddy. L’agente Hopper però, inizialmente all’oscuro di tutto, si accorge del doppio fondo e aprendolo rimane sconcertato da quello che vede. Chapman è riuscita ad ottenere le firme necessarie anche dal braccio C; durante un allenamento con la sua squadra nota che al di fuori della prigione c’è un campo da gioco vero e proprio, proponendo a Luschek di organizzare un torneo. Cindy telefona, in forma anonima, a Caputo per suggerirgli una soffiata anonima riguardo a chi ha effettivamente ucciso Piscatella. Mendoza e Flores sono escluse dal gruppo di Madison, che oltre a perseguitarle con dispetti impedisce loro di sedersi ai tavoli per mangiare. Alla fine Mendoza viene trasferita nel blocco D, dove ritrova Daya; la ragazza assume grandi quantità di droga e Mendoza si preoccupa per il suo stato di salute. Nicky intanto viene coinvolta da Barbara che progetta di uccidere sua sorella. Suzanne chiarisce le cose con Frieda, spiegandole che lei non le farebbe mai del male e che se qualcuno provasse a chiederle di fare da sicario, lei non accetterebbe mai. 

#### Flashback
La puntata ripercorre la storia di Barbara e Carol, e di come da giovani uccisero la sorella minore, Debbie.
Inoltre la loro tendenza a litigare violentemente tra di loro costringe la direzione del carcere a tenerle in due bracci diversi.

## Una brutta piega
- Titolo originale: Well This Took a Dark Turn
- Diretto da: Laura Prepon
- Scritto da: Anthony Natoli
- Personaggio in primo piano: -

### Trama
Hopper ha scoperto la truffa di Aleida. In un primo istante è convinto che la truffa sia totalmente sbagliata perché se scoperto potrebbe passare guai seri, ma Aleida gli fa cambiare idea facendogli capire che è bloccato in una vita senza uscita, priva di emozioni. Successivamente accetta di aiutarla, concordando un periodo limitato di tre mesi, per riuscire a guadagnare quello che le serve per comprarsi una casa e riavere indietro i suoi figli. Nicky è preoccupata, perché Barbara vuole coinvolgerla nel suo piano per uccidere Carol e alcune sue seguaci del braccio C, tra cui anche Red. Il piano viene organizzato nel minimi dettagli: dovranno uccidere Carol mentre è dal parrucchiere. Nicky cerca di mandare un messaggio a Red (“Vogliono uccidere Carol, esci subito”) ma viene visto e raccolto dall’agente presente che per precauzione spedisce Carol in isolamento, mandando in fumo il piano. Nicky comincia a diventare sospetta agli occhi di Barbara e del suo gruppo. Madison è in conflitto con Chapman, perché quest'ultima le ha portato via il ruolo di capitano nel gioco del pallone, screditandola davanti a tutto il gruppo. Madison informa Chapman che dovrà guardarsi le spalle perché per vendicarsi farà di tutto per farle allungare la pena. Cindy ha un incontro con il suo avvocato, considerando che il giorno successivo dovrà testimoniare contro Taystee al processo, cosa che quest'ultima ancora non sa. Cindy prova a confessare la verità, ma il suo avvocato non vuole ascoltarla. Caputo si è licenziato dalla MCC ed è convinto di poter iniziare una battaglia per screditare l’azienda. Decide di mettere insieme un gruppo di detenute, coloro che più hanno subito ingiustizie all’interno del carcere, tra cui anche Sophia, per raccogliere testimonianze e screditare la MCC. Sophia è tentata di accettare, ma Linda, venuta a sapere della faccenda propone a Sophia di non prestarsi a questa cosa, in cambio di 300.000$ e una liberazione anticipata. Sophia coglie l’occasione, lasciando Caputo a mani vuote. Il processo è iniziato e Cindy si trova costretta a testimoniare contro Taystee che, vendendo la sua amica voltarle le spalle, si ritrova a non avere più fiducia nell’esito del processo. Barbara viene prelevata nel cuore della notte da una guardia, per essere messa in semi-isolamento, nella stessa cella con sua sorella Carol che non vede da parecchi anni.

## Doppio guaio
- Titolo originale: Double Trouble
- Diretto da: Clark Johnson
- Scritto da: Hilary Weisman Graham
- Personaggio in primo piano: -

### Trama
Le due sorelle, dopo essersi riviste, decidono di comune accordo di iniziare una tregua. Ma la realtà è che entrambe fingono, perché il loro unico obiettivo è quello di uccidersi a vicenda. Entrambe iniziano a progettare una guerra, coinvolgendo i rispettivi gruppi. Red rimane delusa quando scopre che Carol non ha più intenzione di occuparsi di Frieda. Madison intanto continua la sua lotta con Chapman. Corrompendo una guardia decide di far scrivere un richiamo finto per Piper, in modo da farle allungare la pena. Il suo piano sembra riuscire. Alex però era già stata informata da Chapman della situazione, decide cosi di chiedere la protezione di Carol, assicurandosi che Madison non le dia più fastidio. Alex però, in cambio, dovrà far parte del gruppo di Carol e partecipare alla guerra contro Barbara e il braccio D. Intanto Linda si sta dando da fare per rimettere in sesto l’MCC. Decide di cambiare nome all’azienda (PolyCon Corrections) e creare una falsa pubblicità in cui dipinge la sua nuova azienda come una prigione federale per qualsiasi detenuta, con corsi di studio avanzati e attività ricreative. Taystee ha finalmente la possibilità di testimoniare al suo processo, in cui però sembra non convincere la giuria della sua innocenza. Mendoza sostituisce temporaneamente Cindy alla radio; nell’attesa dell’inizio della messa in onda trova i fogli di Luschek del gioco di Fanta- detenute. Sconvolta inizia a dirlo alla radio, prima ancora di sapere che la stessa radio non era ancora accesa. Per essere punita viene trasferita in isolamento. Fig incarica Hopper di schedare tutte le detenute, ovvero di inserirle nel computer attraverso un codice. Lo informa che per una questione di buona immagine le prime 25 detenute dovranno essere liberate prima del tempo previsto. Chapman intanto non è al corrente che Alex abbia deciso di chiedere aiuto a Carol. Si reca cosi da Hopper per chiedergli protezione, informandolo che all’interno del carcere gira uno spaccio di droga e che in cambio della sua protezione lei sarà ben lieta di indagare per lui. Il giro di droga infatti è gestito proprio dallo stesso Hopper, e per paura di essere scoperto inserisce Chapman tra coloro che usciranno prima del previsto.

## Libertà
- Titolo originale: Be Free
- Diretto da: Nick Sandow
- Scritto da: Brian Chamberlayne
- Personaggio in primo piano: Barbara e Carol Denning

### Trama
È una giornata particolare al campo di massima sicurezza. È il giorno della partita di pallone, ovvero l’inizio della guerra. Chapman è impegnata con Alex quando, chiamata in un ufficio, viene a sapere che lo stesso giorno dovrà essere scarcerata, la stessa cosa succede a Flores e a Sophia. Flores ne rimane entusiasta, tanto che decide di chiamare subito Diablo. Chapman sembra essere felice, ma allo stesso tempo preoccupata perché dovrà lasciare Alex da sola. Alex decide cosi di organizzare il loro matrimonio e sposarsi con l’aiuto di Nicky e Lorna. Carol e Barbara intanto continuano a progettare la guerra. Nicky convince Lorna a lasciar stare la faida, perché per loro non ha senso combattere contro qualcuno senza un motivo. Decidono di nascondersi in uno sgabuzzino, ma Nicky viene vista e costretta a seguire il gruppo. Lorna da sola nello sgabuzzino ha le prime contrazioni. Taystee è convinta che la giuria non sarà mai clemente con lei; purtroppo la sua teoria è fondata perché viene dichiarata colpevole di omicidio di secondo grado. I bracci C e D si ritrovano fuori per giocare a pallone, tutte sono pronte a iniziare a colpirsi, ma Ruiz decide che non vuole rinunciare alla possibilità di uscire. Durante la partita la tensione è palpabile, ma il gioco prende le detenute che si dimenticano così della faida. Barbara e Carol intanto sono chiuse in uno sgabuzzino, dove ci fanno capire che la guerra è un diversivo per permettere loro di vendicarsi personalmente su Frieda, ma, mentre attendono invano la guerra che non inizia, cominciano ad accusarsi tra loro e si uccidono a vicenda. Chapman e Flores sono insieme a tutte le detenute che stanno per essere rilasciate, quando però devono essere rilasciate vengono mandate in due direzioni diverse. Piper è finalmente libera e può riabbracciare suo fratello. Blanca invece viene ammanettata e mandata su un pullman per il “servizio immigrazione e polizia delle frontiere USA”. Taystee viene riportata al carcere di massima sicurezza e Lorna finisce in infermeria per l’imminente nascita di suo figlio.